# Chalon-sur-Saône
Chalon-sur-Saône är en stad och en kommun i departementet Saône-et-Loire i regionen Bourgogne-Franche-Comté  i östra Frankrike. Staden ligger nära floden Saône och var en gång en viktig hamnstad, då skepp som fraktade lokala viner utgick från stadens hamn. År 2022 hade Chalon-sur-Saône 44 592 invånare.

## Sevärdheter och turism
Staden har många kaféer och en livaktig marknad på fredagar och söndagar. I juli varje år går festivalen "Chalon dans la rue" av stapeln. I fyra dagar kommer då artister från hela Europa till Chalon och gör uppträdanden av olika art, bland annat musik, teater, akrobatik och komedi. Av byggnadsverken kan nämnas Sankt Vincents katedral, vilken har delar från 700-talet och en fasad i neoklassisk stil från 1800-talet.

## Befolkningsutveckling
Antalet invånare i kommunen Chalon-sur-Saône
| Referens: INSEE |

## Vänorter
- St. Helens, England
- Solingen, Tyskland
- Novara, Italien
- Næstved, Danmark